# Stephen Charles
Stephen Charles – australijski judoka.
Brązowy medalista mistrzostw Oceanii w 1973 roku.